# La Paisanita
Villa La Paisanita es una localidad situada en el departamento Santa María, provincia de Córdoba, Argentina, localizada a 8 km de Alta Gracia y 45 km de Ciudad de Córdoba y atravesada por el Río Anisacate

## Historia
La zona estuvo originalmente habitada por los aborígenes llamados Comechingones, los cuales dejaron morteros en las piedras para moler sus alimentos. 
A principios de la década de 1940, y debido al crecimiento turístico en la cercana Unión Ferroviaria (Colonia Turística del sindicato ferroviario) el Sr. Elías López compra un extenso terreno a orillas del río Anizacate. Se hace en la zona un dique que iba a funcionar con compuertas, en el cual se construye un mirador en el medio del río hecho con piedras y cemento y forma de hongo, dando lugar al símbolo de Villa La Paisanita. Años después, el Sr. Elías López vende el terreno a los hermanos Ernesto y Luis Milani, quienes fundan una empresa llamada La Paisanita SRL encargada de lotear el terreno y venderlos. Son ellos quienes construyen la Portada de acceso con el cartel de Villa La Paisanita próximo a la Colonia Unión Ferroviaria y un chalet a orillas del río para la venta de terrenos. A mediados de la década del 40' se construyen las primeras casas, el Hotel Rincón Serrano, el Hotel de Vicente La Matta y el Residencial Mi Hogar. Fueron estos complejos hoteleros quienes dan un fuerte impulso al turismo en la década de 1950, extendiéndose el auge hasta mediados de los años 60. 

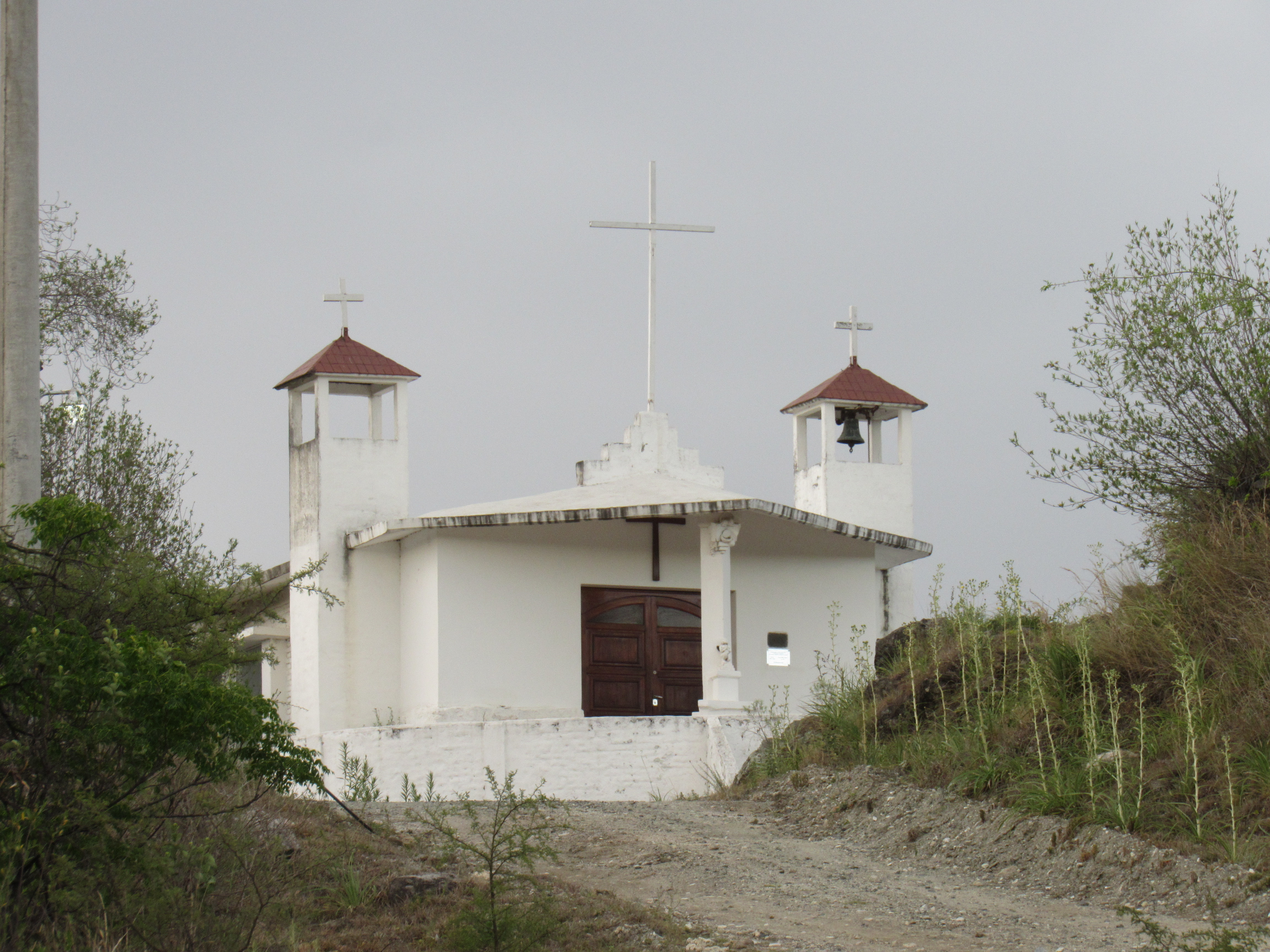
Capilla

El 8 de abril de 1948 se inaugura la capilla de Nuestra Señora de Luján de estilo colonial ubicada en el punto más alto de la Villa, con una vista panorámica de 360°. La misma fue restaurada en diciembre de 2017.
En la madrugada del 1° de febrero de 1975, una serie de crecientes cercena la parte superior del Hongo siendo luego reconstruido en 1977 haciéndolo más alto y con una terminación distinta al original el cual perdura hasta hoy día. 
A partir de la década de 1990 y tras una serie de políticas llevadas a cabo por un gobierno/empresa local, el turismo empieza a decaer. La Bajada al Hongo municipal, la cual había sido cedida por La Paisanita SRL en forma gratuita y a perpetuidad a la villa y que había sido el acceso al Hongo y a las playas durante más de 30 años, es cerrada tras la venta del Hotel Rincón Serrano. Se dinamitaron piedras del río y se destruyen partes del dique para desviar el río favoreciendo el asentamiento de una mayor cantidad de piedras, quitándose las playas de arena y buscando, así, que los turistas dejaran de ir a la parte más concurrida de la villa veraniega. Los alojamientos comienzan a cerrar y empieza disminuir considerablemente la afluencia de turistas. En la actualidad el balneario tiene una completa accesibilidad desde 2 entradas, la del Hongo y la del arco del balneario municipal, 
La principal actividad es el turismo debido a la belleza natural de la región, la proximidad al río Anisacate, dándose esta actividad principalmente en el mes de enero y algunos fines de semana largo de clima cálido y sin lluvias. Se pueden realizar actividades tales como senderismo y cabalgatas. 
La mayoría de las casas fueron construidas respetando el estilo colonial propuesto por los hermanos Milani con paredes blancas y techos de tejas musleras. 
A principios del año 2010 comienza un nuevo auge de la construcción de casas no solo para verano sino también para nuevos residentes, registrándose un aumento en la población local
En la actualidad, Villa La Paisanita cuenta solo con cabañas, departamentos o casas de alquiler. No tiene hoteles y está prohibido acampar. Se Pueden alquilar departamentos junto al río en lo que era la antigua Hostería (Mi Hogar) Posee proveedurías básicas abiertas solo en temporada alta y un Almacén de Ramos Generales . 
En septiembre de 2013 la villa sufrió uno de los incendios forestales más voraces que haya tenido la región, dañándose gran parte del bosque nativo. Por ello la Comuna publicó requisitos mínimos para las nuevas construcciones, para reducir las posibilidades de incendios.  

## Clima

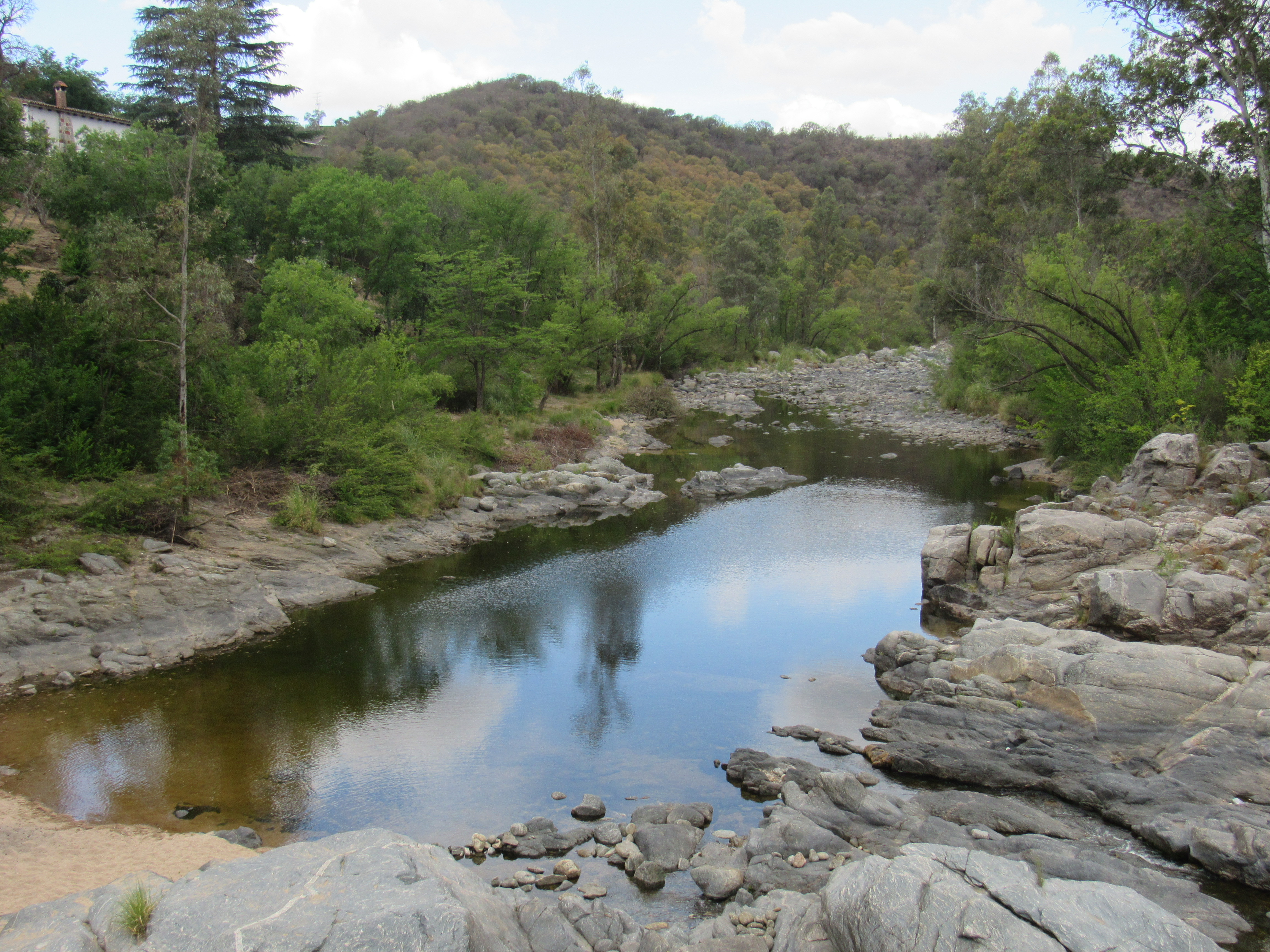
Río Anizacate desde El Hongo

El clima es bien marcado según las estaciones.
Desde octubre a marzo abundan las precipitaciones y son comunes las tormentas eléctricas. Esta es la época de mayor cantidad de crecientes en el Río Anisacate por lo cual hay que tomar precauciones al momento de ir al río. 
Desde mayo hasta mediados de septiembre el clima es seco. Las lluvias son muy escasas y el nivel del río es muy bajo. 
En verano las temperaturas van desde los 14 °C hasta los 35 °C. En primavera el promedio es de 25 °C, otoño de 17 °C y en invierno de 10°. Las noches de invierno son con muy bajas temperaturas llegando a registrarse en algunas ocasiones agua nieve o nieve.

## Acceso

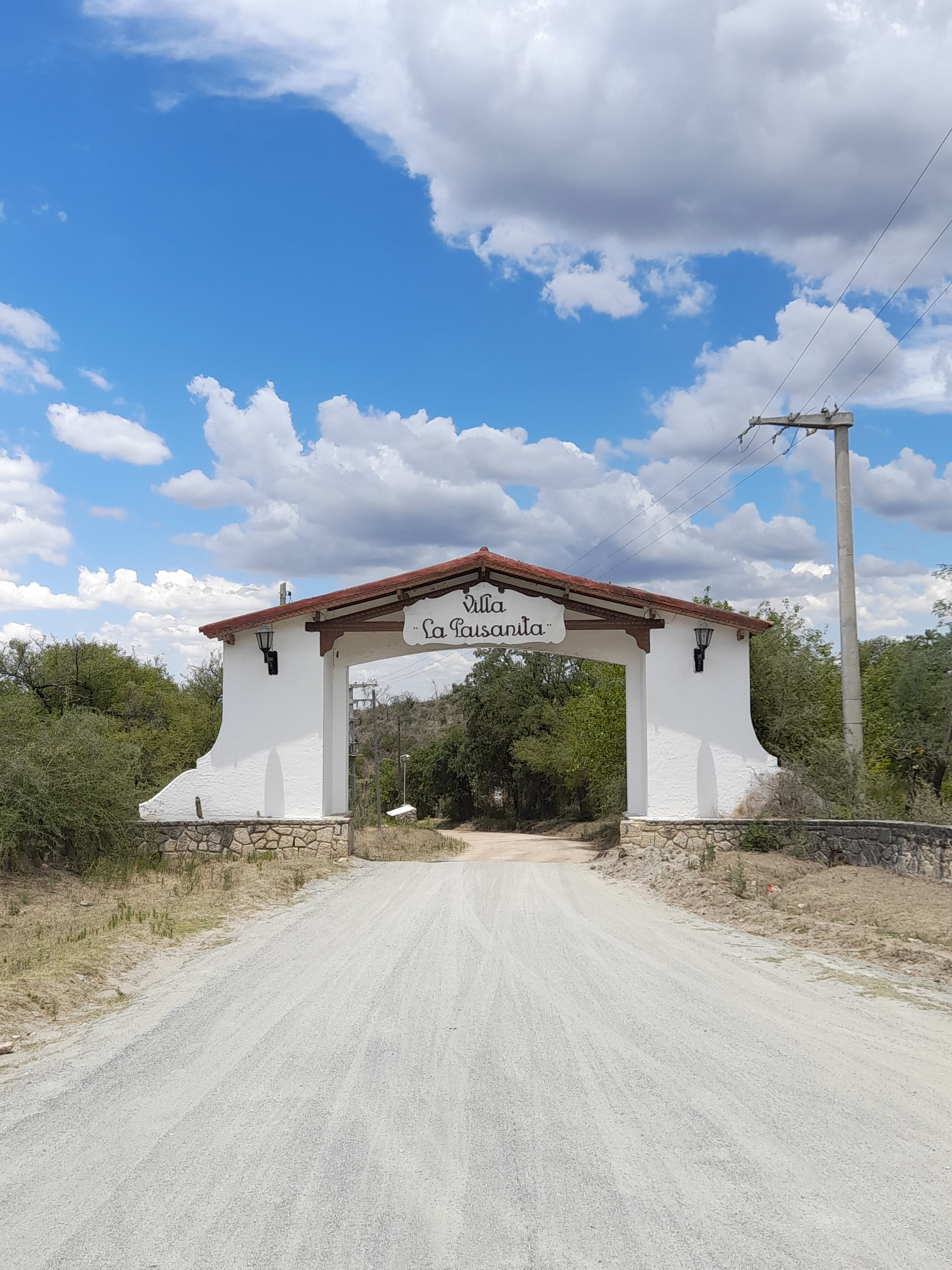
Acceso a Villa La Paisanita

El acceso a Villa La Paisanita es por camino de tierra solamente. No hay caminos asfaltados. Se puede ir desde Alta Gracia o desde Villa los Aromos.

## Población
Cuenta con 286 habitantes. 
| Gráfica de evolución demográfica de La Paisanita entre 1991 y 2022 |
|                                                                    |
| Fuente: Censos nacionales del INDEC y datos comunales              |

- Datos: Q10315068
- Multimedia: La Paisanita / Q10315068